# Francesca è mia
Francesca è mia è un film italiano del 1986 diretto da Roberto Russo, con Monica Vitti, Pierre Malet e Corrado Pani.

## Trama
Francesca, un'antiquaria di mezza età, è stata lasciata dal marito, andato a vivere con la sua migliore amica. Una sera per caso raccoglie per strada un giovane rimasto gravemente ferito e lo porta al più vicino ospedale; guardando poi il telegiornale apprende che si tratta di Stefano Maini, un famoso sportivo, campione europeo di tiro alla pistola. Attratta in qualche modo dal giovane, lo assiste finché la situazione non migliora. Ma una volta rimessosi, Stefano inizia a seguire Francesca, facendole quindi capire di essere interessato a lei. Francesca, avendo constatato che la sua vita sentimentale è stata un fallimento, non trova il coraggio di tagliare i ponti con Stefano, ma al tempo stesso rifiuta di concederglisi. Stefano prende allora a perseguitarla con chiamate telefoniche e trova anche modo di visitare il suo appartamento. I due finiscono per fare l'amore ma Francesca, subito pentitasi, tenta di evitare i continui approcci del ragazzo, sentendosi ancora legata al marito. Stefano si fa sempre più invadente ma la donna non cede. La vicenda precipita nella tragedia, che inizia in casa di Stefano: il giovane spranga la porta e lega Francesca a una sedia, salvo poi permetterle di uscire dopo le accorate suppliche. La donna scappa, dirigendosi quindi alla stazione ferroviaria, ma Stefano la segue armato di pistola e dopo averla vista salire sul treno monta anche lui; i due si ritrovano quindi faccia a faccia. Il convoglio è ancora fermo e Stefano ordina alla donna di scendere con lui: Francesca si rifiuta con aria di sfida, lui le spara.

## Commento
L'idea dietro il film e la sua sceneggiatura furono fornite da Monica Vitti stessa, una delle attrici più prolifiche del cinema italiano e l'attrice più associata alla prima produzione di Michelangelo Antonioni. Francesca stravede per le piccole attenzioni d'amore. In una scena rivelatrice, Francesca, anche se è ancora imprigionata e legata alla sedia, sorride quando guarda Stefano che prende accuratamente i suoi vestiti dalla valigia e li conserva in un armadio. Altrove, lei dice al suo ex-marito che queste realtà mondane significano molto per lei e come le ha curate poco e dice che sono queste realtà mondane che realmente contano e non il tipo di amore possessivo che lui rappresenta. Francesca perciò simboleggia non solamente il bisogno di tenerezza della donna ma anche la sua indipendenza.  È questa indipendenza che causa l'aprirsi della tragedia. Francesca è mia è pertanto un'interpretazione decisamente femminista della storia di Francesca [da Rimini].
Uno dei motivi dei film è costituito dal "vedere"; l'hobby di Stefano, il ragazzo, è l'astronomia ma il suo iniziale modo di approcciarsi a Francesca è determinato dal voyeurismo.